# Siemianówka (obwód lwowski)
Siemianówka (ukr.  Семенівка) – wieś na Ukrainie w rejonie lwowskim (do 2020 roku w rejonie pustomyckim) należącym do obwodu lwowskiego.
Znajduje tu się przystanek kolejowy Siemianówka, położony na linii Lwów – Stryj – Batiowo. 
W II Rzeczypospolitej wieś w powiecie lwowskim województwa lwowskiego. W 1944 nacjonaliści ukraińscy z OUN-UPA oraz SS Galizien zamordowali tutaj 32 Polaków.

## Zabytki

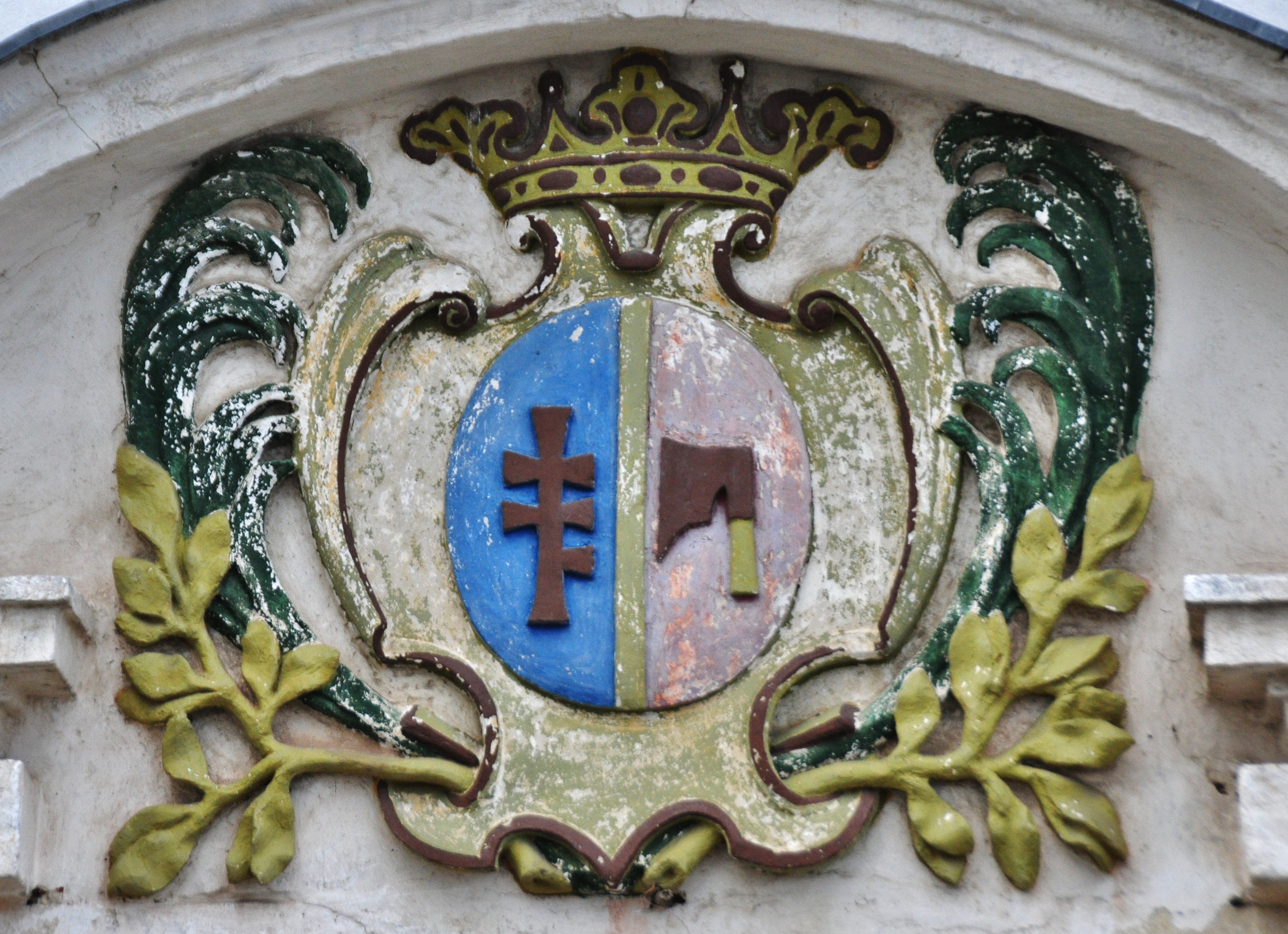
Kartusz na kościele z herbami Pilawa (L) A. Potockiego i Topór (P) Teresy Tarło, jego drugiej żony

- kościół; Aleksander Jan Potocki, starosta szczerzecki, właściciel lub dzierżawca[2] wioski w 1660 r. ufundował parafię rzymskokatolicką oraz budowę[3] kościoła pw. św. Marcina w Siemianówce. Nad drzwiami kościoła znajduje się kartusz herbowy. Po lewej herb Pilawa A. J. Potockiego, po prawej herb Topór Teresy Tarło, drugiej żony A. J. Potockiego.
- pałac, murowany i parterowy, wybudowany przed 1780 r. w stylu klasycystycznym został rozebrany w 1929 r. z powodu zagrzybienia powstałego podczas istnienia w pałacu szpitala wojennego w latach 1915–1918[4]. Syn Aleksandra Jana Potockiego – kasztelan lwowski Józef Potocki – miał tutaj ulubioną siedzibę[5].

## Ludzie związani z Siemianówką
- Dawid Abrahamowicz – właściciel większej posiadłości ziemskiej we wsi
- Wołodymyr Wujcyk – ukraiński historyk sztuki, urodził się we wsi[6].
- Józef Biss ps. „Wacław” – polski oficer, dowódca 1 kompanii 26 pułku piechoty AK, stacjonującej w Siemianówce[7].

Sprawiedliwi wśród Narodów Świata (Polacy ratujący Żydów w Siemianówce)
- Józef i Katarzyna Baliccy oraz ich synowie Stanisław i Władysław - pomagali rodzinie Pasternaków uwięzionych w lwowskim getcie; od lata 1943 ukrywali w swoim domu w Siemianówce braci Bernarda i Mosze Pasternaków. Po aresztowaniu przez Niemców Pasternakowie zostali zabici, Józef i Katarzyna zostali skazani na śmierć. Józef został stracony, jego żona spędziła ponad 1,5 roku w więzieniu w Lubece[8][9]
- Józef i Aniela Spalińscy - ukrywali Szimona Kahane i jego córkę Szifrę[10]
- Rudolf i Anna Zawadowie oraz ich syn Edward[11]

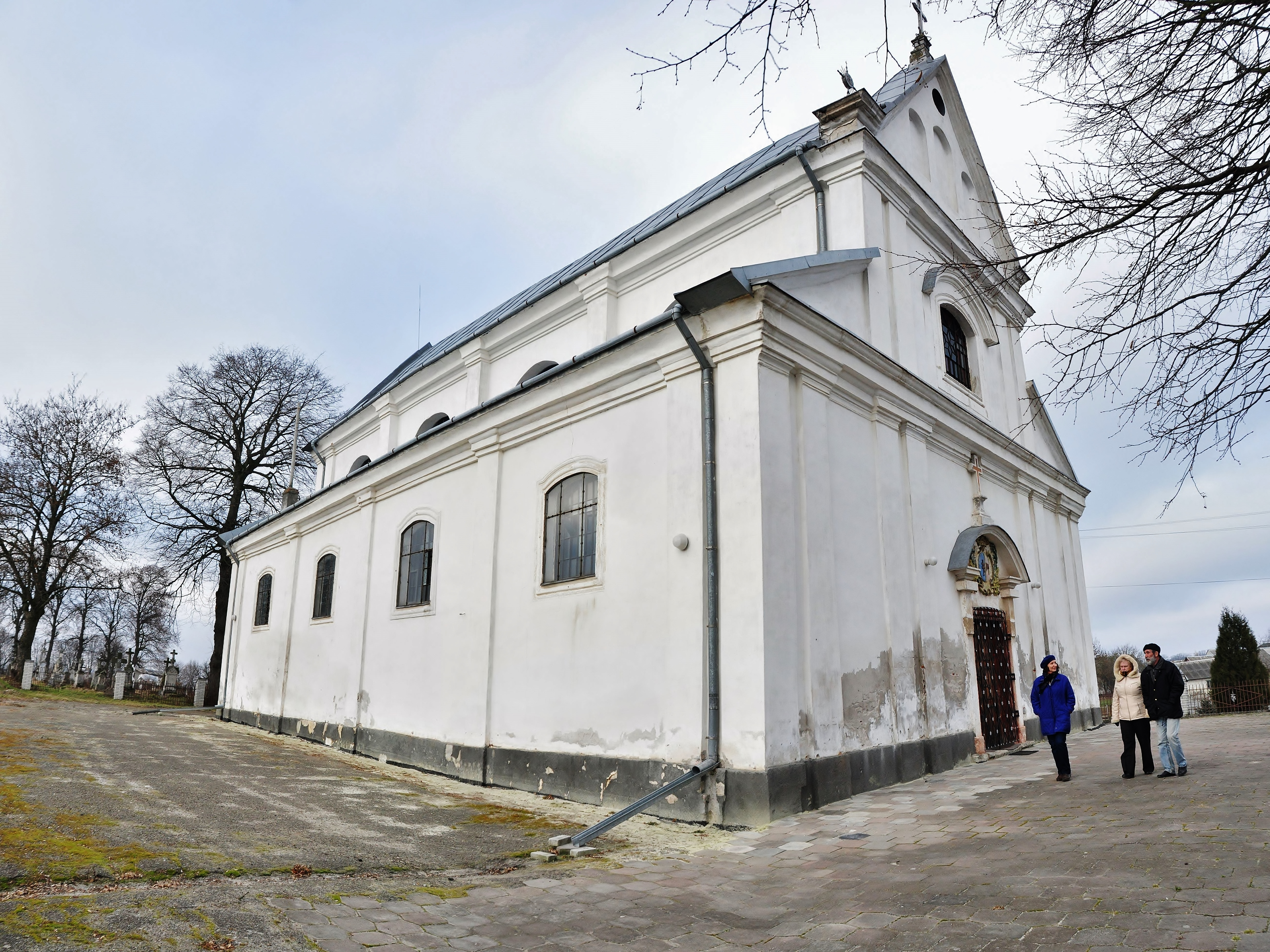
Kościół pw. św. Marcina w Siemianówce